# S’-pching
S’-pching (čínsky pchin-jinem Sìpíng, znaky 四平) je městská prefektura v Čínské lidové republice, kde patří do provincie Ťi-lin. Má rozlohu 10 240 čtverečních kilometrů a roku 2020 v ní žily necelé dva miliony obyvatel. Více než 91 % obyvatel jsou Chanové a největší menšina jsou s více než 7 % Mandžuové.

## Administrativní členění
Městská prefektura S’-pching se člení na pět celků okresní úrovně, a sice dva městské obvody, jeden městský okres, jeden okres a jeden autonomní okres.
| Tchie-si Tchie-tung okres · Li-šu autonomní okres · I-tchung městský okres · Šuang-liao |                |                       |                    |                                  |
| Název                                                                                   | Název          | Počet obyvatel (2020) | Rozloha km² (2020) | Hustota zalidnění (obyv. na km²) |
| český přepis                                                                            | znaky          | Počet obyvatel (2020) | Rozloha km² (2020) | Hustota zalidnění (obyv. na km²) |
| Městské obvody                                                                          |                |                       |                    |                                  |
| Tchie-si                                                                                | 铁西区         | 314 307               | 185                | 1 703                            |
| Tchie-tung                                                                              | 铁东区         | 313 650               | 922                | 340                              |
| Městský okres                                                                           |                |                       |                    |                                  |
| Šuang-liao                                                                              | 双辽市         | 317 758               | 3 097              | 103                              |
| Okres                                                                                   |                |                       |                    |                                  |
| Li-šu                                                                                   | 梨树县         | 537 142               | 3 508              | 153                              |
| Autonomní okres                                                                         |                |                       |                    |                                  |
| I-tchung (mandžuský)                                                                    | 伊通满族自治县 | 331 873               | 2 527              | 131                              |
|                                                                                         |                |                       |                    |                                  |
| Celkem                                                                                  | Celkem         | 1 814 733             | 10 240             | 177                              |

## Partnerská města
Partnerským městem S’-pchingu je Machačkala v Dagestánu.